# گاومخل‌ایوانی
گاومخل‌ایوانی، روستایی از توابع بخش مرکزی شهرستان گیلانغرب در استان کرمانشاه ایران است. این روستا با نام مرجان ایوانی نیز شناخته میشود.روستا دارای مردمانی مهربان و خونگرم میباشد که در شادی و غم در کنار یکدیگرند. شغل بیشتر خانوارها کشاورزی و دامداری است.
مدرسه روستا به نام ا'حد یاد آور خاطرات کودکی ست. و زیباترین مکان روستا تپه ی* شاندریژ*با چشم اندازی رو به پهنه ی آسمان و زمین.

## جمعیت
این روستا در دهستان حومه قرار دارد و براساس سرشماری مرکز آمار ایران در سال ۱۳۸۵، جمعیت آن ۲۰۳ نفر (۵۴خانوار) بوده‌است.